# Eulithis melanoxantha
Eulithis melanoxantha är en fjärilsart som beskrevs av Wagner 1931. Eulithis melanoxantha ingår i släktet Eulithis och familjen mätare. Inga underarter finns listade i Catalogue of Life.